# Impasse Vitry
L'impasse Vitry est une voie de Toulouse, chef-lieu de la région Occitanie, dans le Midi de la France.

## Situation et accès

### Description
L'impasse Vitry est une voie publique. Elle se trouve dans le quartier des Trois-Cocus.
Elle correspond à une partie de l'ancien chemin vicinal no 24, qui allait des Minimes à Saint-Jean-de-l'Union (actuelles impasses Barthe et Vitry, et rue Edmond-Rostand). L'impasse Vitry naît au carrefour de la rue Ernest-Renan. Elle est longue de 431 mètres et principalement orientée au sud-ouest. Elle donne successivement naissance à plusieurs voies privées – l'impasse Albert-Fronty, la rue Augustin-Dassier et l'impasse Louis-Eychenne. Elle se termine par un rond-point qui sert d'aire de retournement, au carrefour du cheminement Marguerite-Canal, une voie piétonne qui longe les voies de la ligne de chemin de fer de Toulouse à Bordeaux. Enfin, elle est reliée à l'impasse Barthe par un tunnel piétonnier qui passe sous ces mêmes voies.
La chaussée compte une seule voie de circulation à double-sens. Elle appartient une zone 30 et la vitesse y est limitée à 30 km/h. Elle est de plus définie comme une vélorue où la priorité absolue est donnée aux cyclistes, quoiqu'il n'existe ni bande, ni piste cyclable.

### Voies rencontrées
L'impasse Vitry rencontre les voies suivantes, dans l'ordre des numéros croissants (« g » indique que la rue se situe à gauche, « d » à droite) :
1. Rue Ernest-Renan
2. Impasse Albert-Fronty (d)
3. Rue Augustin-Dassier (d)
4. Impasse Louis-Eychenne (d)
5. Cheminement Marguerite-Canal - accès piéton
6. Impasse Barthe - accès piéton

### Transports
L'impasse Vitry n'est pas directement desservie par les transports en commun. Elle débouche cependant au nord sur la rue Ernest-Renan, parcourue par la ligne de bus 41. Plus au nord, cette rue aboutit au chemin des Izards, où se trouve la station Trois-Cocus, sur la ligne de métro , ainsi que les arrêts des lignes de bus 4160.
Il existe une station de vélos en libre-service VélôToulouse à l'angle de la rue Ernest-Renan, la station no 244 (93 rue Ernest-Renan).

## Odonymie
L'impasse tient son nom de la famille Vitry, propriétaire de terrains en bordure du chemin dans la deuxième moitié du XIXe siècle. La ferme se trouvait plus à l'est (emplacement de l'actuel no 53 rue Ernest-Renan). Ce n'est cependant qu'en 1937 que la municipalité lui attribua son nom actuel.
Au XVIIIe siècle, on la désignait, ainsi que l'impasse Barthe qui la prolonge au sud, comme le chemin de Lalande. Au siècle suivant, c'est plus précisément le chemin des Trois-Cocus – ou chemin coupé des Trois-Cocus après 1856 et l'aménagement de la voie ferrée, qui coupe le chemin en deux parties réduites en impasses. Ce nom des Trois-Cocus désigne, depuis le XVIIIe siècle au moins, le quartier qui se trouvait autour de l'actuelle place des Trois-Cocus : on l'attribue généralement à une ferme qui portait une inscription représentant trois coucous (cocut, « coucou » en occitan).

## Patrimoine et lieux d'intérêt

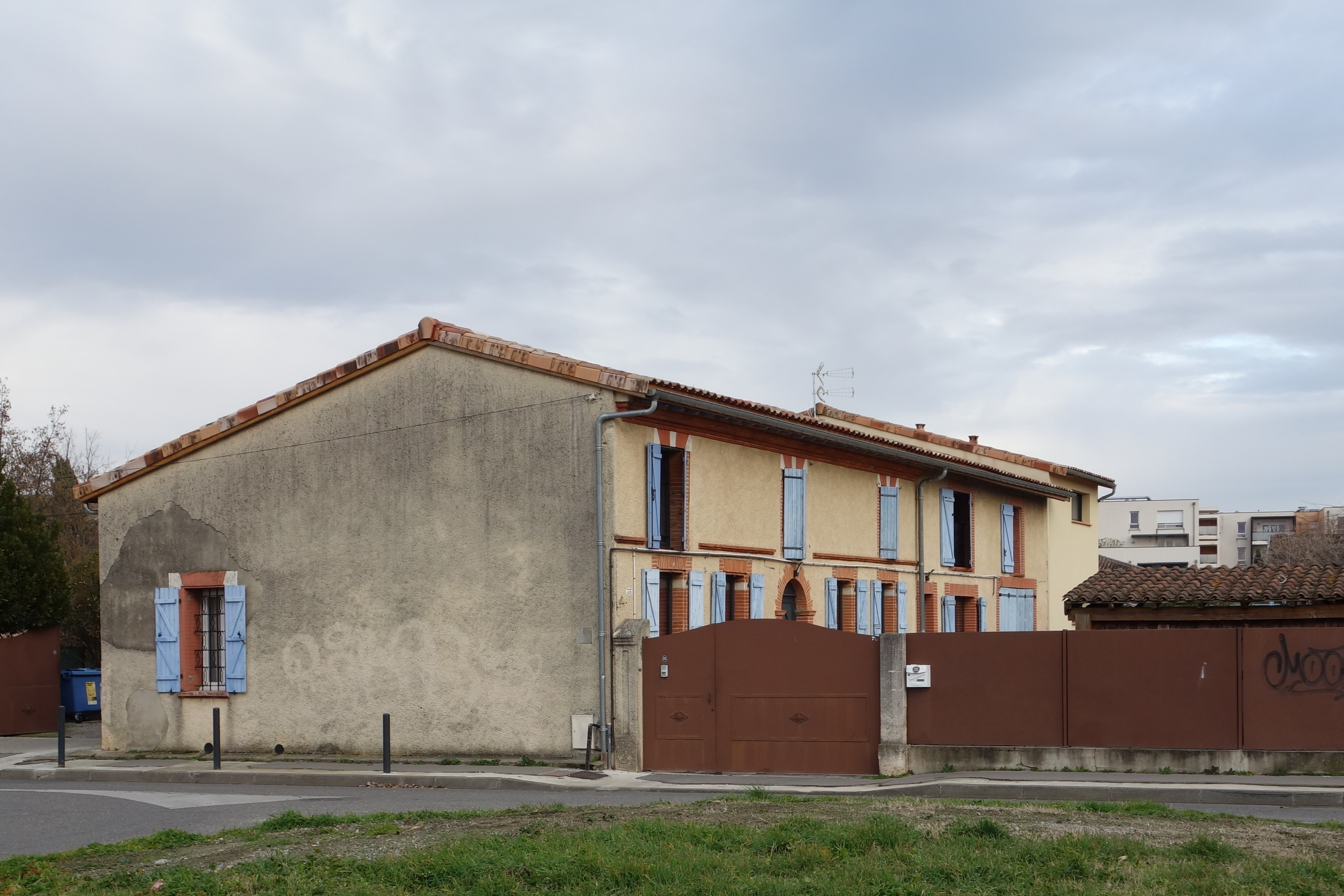
no 35 : ferme maraîchère.

- no  27 : ferme maraîchère (deuxième moitié du XIXe siècle)[6].
- no  35 : ferme maraîchère (deuxième moitié du XIXe siècle)[7].